# Gmina Grant (hrabstwo Cass)

Położenie Gminy Grant w hrabstwie Cass

Gmina Grant (ang. Grant Township) – gmina w USA, w stanie Iowa, w hrabstwie Cass. Według danych z 2000 roku gmina miała 1273 mieszkańców.